# 高关水库
高关水库位于中国湖北省京山市，是以灌溉为主，兼有防洪、发电、供水、养殖等功能的大（二）型水库。
高关水库灌区位于大富水河西岸，总干渠全长46.3千米，灌溉京山县、应城市共38.4万亩耕地。